# سوسری
سوسری یا سوسرک یا سورسرک  جانداری است بندپا از ردهٔ حشرات، زیرردهٔ بالداران (Pterygota) فروردهٔ نوبالان (Neoptera)، راستهٔ سوسری‌ها (Blattodea). بسیاری از مردم، سوسری‌ها (مصطلح به نام سوسک حمام یا cockroaches) را با سوسک‌ها (Beetles) اشتباه می‌گیرند. قاب بالان دارای یک لایه یا قاب محکم و محافظ روی بال‌های خود هستند و قبل از پرواز باید ابتدا آن را کنار بزنند، ولی سوسری‌ها روی بالشان قاب ندارند.
سوسری‌ها جانوران بسیار موفقی هستند و از خط استوا تا قطبها یافت می‌شوند. اجداد سوسری‌ها ابتدا در دورهٔ زمین‌شناسی زغال سنگی پیدا شدند و جزو اولین حشرات نوبال می‌باشند.

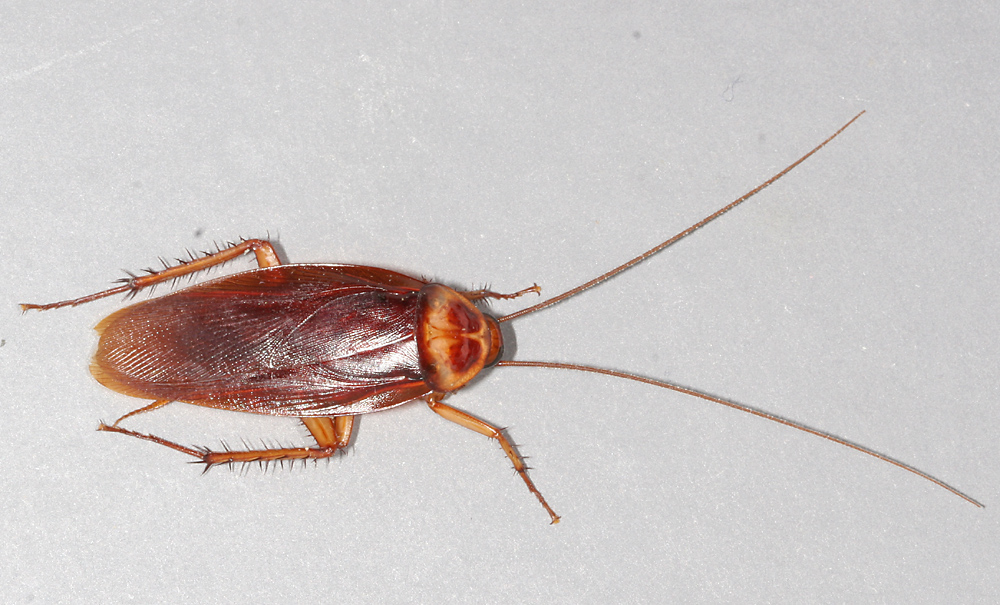
سوسری آمریکایی

آناتومی سوسری به او این اجازه را می‌دهد تا در صورت قطع شدن سر بتواند تا چند هفته زنده بماند. از این جانور همچنین به‌عنوان بازماندگان بالقوه در صورت وقوع یک جنگ اتمی یاد می‌شود. مقاومت این جانور مقابل تشعشعات هسته‌ای شش تا پانزده برابر بیشتر از انسان است.
طبق شواهد بسیار، موریانه‌ها از سوسری‌ها تکامل یافته‌اند و امروزه با هم گروه خواهری محسوب می‌شوند.

## شخصیت
موریانه‌ها که در راسته سوسری‌ها رده‌بندی می‌شوند، جانورانی فرااجتماعی هستند که در کلنی زندگی می‌کنند. اجتماع‌شان به صورت کاستی اداره می‌شود و دارای پادشاه، ملکه و کارگران بدون قابلیت تولیدمثل می‌باشند. کارگران پی غذا می‌روند و با بازگرداندن یافته‌هایشان آن را به کلنی بازمی‌گردانند تا جوانان در حال رشد و تولیدمثل کنندگان را تغذیه کنند. سوسری‌ها نیز حشرات اجتماعی هستند اما در کلنی‌ها زندگی نمی‌کنند و همه افراد بالغ قادر به تولیدمثل هستند. برخی از گونه‌ها جامعه‌ای را تشکیل می‌دهند، برخی دیگر معطوف به تشکیل جامعه‌اند و برخی دیگر از والدین از فرزندان خود مراقبت می‌کنند.

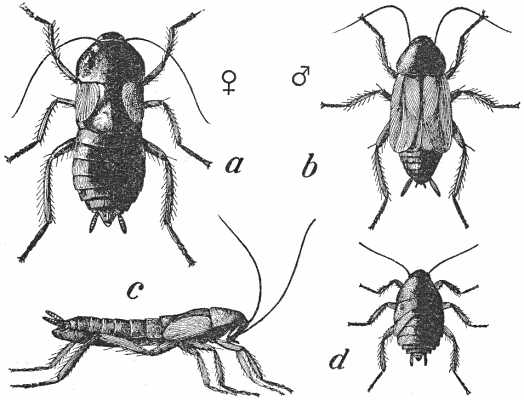
چند گونه مختلف سوسری.

## آمیزش جنسی
آمیزش جنسی در سوسری‌ها به این صورت است که ابتدا سوسری نر از طریق ترشحات چرب و شیرینی که در غده پشتی خود به وجود آورده است، سوسری ماده را دعوت به همنشینی می‌کند. سپس بعد از آمدن سوسری ماده به سمت ترشحات، سوسری نر از موقعیت استفاده کرده و خود را با یک آلت به آن وصل می‌کند و بعد از حدود ۹۰ دقیقه آمیزش، حشرهٔ نر از طریق آلتی دیگر اسپرم را در سوسری ماده رها می‌کند.